# Vlasť
Vlasť (deutsch Heimat) ist eine slowakische außerparlamentarische Partei.
De jure besteht die Partei seit dem 28. November 2011, als sie den Namen DNES (deutsch Heute) trug. Schon am 13. Dezember 2011 wurden die Statuten geändert, zusammen mit dem neuen Namen Občianska strana DNES (deutsch Bürgerliche Partei Heute). Am 27. September 2013 folgte eine weitere Statutenänderung und Umbenennung in Strana občianskej ľavice (Abk. SOĽ, deutsch Partei der bürgerlichen Linken), bevor die Partei am 24. Juni 2019 den aktuellen Namen erhielt. Die organschaftliche Vertretung hat sich bis zum 24. Oktober 2019 viermal geändert.
Štefan Harabin, ehemaliger Justizminister (nominiert durch die Partei ĽS-HZDS), Richter des Obersten Gerichts der Slowakischen Republik und erfolgloser Kandidat bei der Präsidentschaftswahl in der Slowakei 2019, kündigte während einer Pressekonferenz am 1. Oktober 2019 an, als Wahlführer der Partei bei der Nationalratswahl in der Slowakei 2020 kandidieren zu wollen. Harabin kündigte an, sich eine Zusammenarbeit mit Smer-SD, der Slowakischen Nationalpartei und eventuell Sme rodina vorstellen zu können.
Bei der Nationalratswahl 2020 erreichte die Partei 2,93 % der Stimmen und verfehlte wegen der Fünf-Prozent-Sperrklausel den Einzug ins Parlament. Am 31. März 2021 meldete die Partei Insolvenz an.